# 메리언 C. 쿠퍼

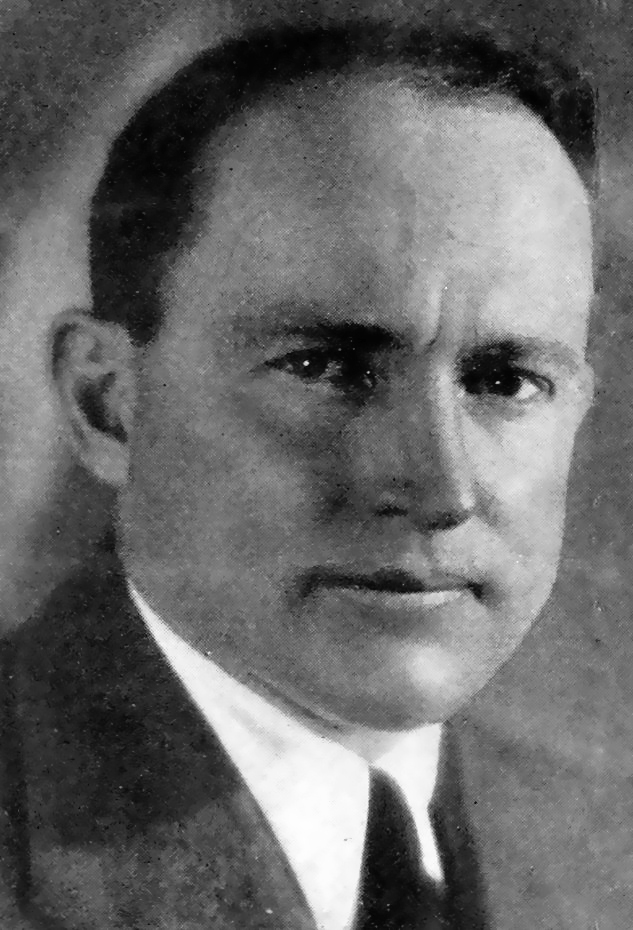
메리언 C. 쿠퍼

메리언 콜드웰 쿠퍼(Merian Caldwell Cooper, 1893년 10월 24일 ~ 1973년 4월 21일)는 미국의 영화 감독, 영화 프로듀서, 군인이였다.

## 내력
1893년 10월 24일 플로리다주 잭슨빌에서 태어났다. 군인으로서 제1차 세계 대전이나 폴란드-소비에트 전쟁, 제2차 세계 대전에 참가했다.
1933년 어니스트 B. 슈드새크와 《킹콩》을 감독하였다. 1947년 존 포드와 함께 아고시 픽처스를 설립하였다.
1973년 4월 21일 캘리포니아주 샌디에이고에서 사망하였다.